# Офелія Родрігес Акоста
Офелія де ла Консепсьон Родрігес Акоста Гарсія (ісп. Ofelia de la Concepción Rodríguez Acosta García; 9 лютого 1902, Пінар-дель-Ріо — 28 червня 1975, Гавана або Мексика) — кубинська письменниця, журналістка та радикальна феміністка. Писала феміністські хроніки, оповідання, есе, романи та п'єси. У своїх творах зверталася до соціальної тематики та пристрасно захищала права жінок. Одна з найвідоміших кубинських соціальних реформаторок.

## Життєпис
Її батько був письменником та інтелектуалом. Навчалася в Гаванському інституті, а згодом здобула стипендію на навчання в Європі та Мексиці. Ще у віці 12 років Родрігес написала роман Evocaciones, який опубліковано 1922 року.
Належала до найплодовитіших кубинських авторів 1920-их і 1930-их років, публікуючи романи, оповідання, п'єси та безліч журнальних статей. Поряд із Марібланкою Сабас Аломою стала однією з найвпливовіших письменниць, які в першій половині XX століття привернули увагу до феміністської справи на Кубі. У той період вела активне політичне життя і писала для «Bohemia» (1929-32), «розробивши радикальні психологічні виклики приписаній поведінці кубинських жінок». Вона також заснувала й керувала журналом Espartana (1927). Роман «La Vida Manda» (1927) із захопливим змістом викликав обурення громадськості і мав славу найсуперечливішого з її творів. У романі «Щаслива порода» (1929) порушила тему лесбійства.
Вважала, що жінкам необхідно звільнитися, насолоджуючись вільним коханням і відкидаючи релігійні, соціальні та сексуальні обмеження суспільства. Вона відчувала, що жінки продовжуватимуть залежати від чоловіків доти, доки власноручно не звільняться.
Була бібліотекаркою групи інтелектуалок під назвою Жіночий клуб Куби. Також належала до Жіночої профспілки. Протягом 1935—1939 років жила в Європі, але зрештою оселилася в Мексиці.
Обставини її загибелі неоднозначні. Згідно з одним повідомленням, у неї стався психічний зрив, вона проходила лікування в психіатричній лікарні і померла в мексиканському будинку для божевільних, тоді як згідно з іншим звітом вона померла в будинку для літніх людей Сантовенія в Гавані.

## Вибрані твори
- Apuntes de mi viaje a Isla de Pinos (1926).
- La tragedia social de la mujer (1932).
- En la noche del mundo (1940).
- Diez mandamientos cívicos (cinco éticos y cinco estéticos) (1951).
- Hágase la luz. La novela de un filósofo existencialista (1953).
- La muerte pura de Martí (1955).
- Algunos cuentos (de ayer y de hoy) (1957).

### Хроніки
- Evocaciones (1922).
- Europa era así (1941).

### Романи
- El triunfo de la débil presa (1926).
- La vida manda (1929; 1930).
- Dolientes (1931).
- Sonata interrumpida (1943).
- La dama del Arcón (1949).